# Spitfire Records
Spitfire Records er en underdivision af Eagle Rock Entertainment med beliggenhed i New York City, USA.

## Udgivelser
- Demonic – Testament – 1997
- The Gathering – Testament – 1999
- Sonic Brew – Black Label Society – 1999
- Bring 'Em Bach Alive! – Sebastian Bach – 1999
- Defy Everything – N17 – 1999
- Enemy of the Music Business – Napalm Death – 2000
- Brutal Planet – Alice Cooper – 2000
- Stronger Than Death – Black Label Society – 2000
- Dragontown – Alice Cooper – 2001
- Cult – Apocalyptica – 2001
- Bitter Suites to Succubi – Cradle of Filth – 2001
- Last Hard Men – 2001
- Anarchists Of Good Taste – Dog Fashion Disco – 2001
- A Prayer Under Pressure of Violent Anguish – My Ruin – 2001
- Wrecking Everything – Overkill – 2002
- Killbox 13 – Overkill – 2003
- Fuck The System – The Exploited – 2003
- The Blessed Hellride – Black Label Society – 2003
- The VIIth Coming – Cathedral – 2003
- ReliXIV – Overkill – 2005
- Deuce – Beautiful Creatures – 2005
- My Kung Fu is Good – Rich Ward – 2005